# Коламбус (Нью-Йорк)
Коламбус (англ. Columbus) — місто (англ. town) в США, в окрузі Ченанго штату Нью-Йорк. Населення — 898 осіб (2020).

## Демографія
Згідно з переписом 2010 року, у місті мешкало 975 осіб у 364 домогосподарствах у складі 261 родини. Було 487 помешкань
Расовий склад населення:
| - 97,6 % — білих - 0,2 % — корінних американців - 0,2 % — чорних або афроамериканців |

До двох чи більше рас належало 1,9 %. Частка іспаномовних становила 0,7 % від усіх жителів.
За віковим діапазоном населення розподілялося таким чином: 24,9 % — особи молодші 18 років, 58,2 % — особи у віці 18—64 років, 16,9 % — особи у віці 65 років та старші. Медіана віку мешканця становила 42,8 року. На 100 осіб жіночої статі у місті припадало 109,7 чоловіків;  на 100 жінок у віці від 18 років та старших — 109,1 чоловіків також старших 18 років.
Середній дохід на одне домашнє господарство  становив 55 586 доларів США (медіана — 49 063), а середній дохід на одну сім'ю — 62 000 доларів (медіана — 56 875). Медіана доходів становила 40 833 долари для чоловіків та 29 813 долари для жінок. За межею бідності перебувало 9,1 % осіб, у тому числі 16,5 % дітей у віці до 18 років та 10,1 % осіб у віці 65 років та старших.
Цивільне працевлаштоване населення становило 394 особи. Основні галузі зайнятості: освіта, охорона здоров'я та соціальна допомога — 22,6 %, фінанси, страхування та нерухомість — 13,2 %, виробництво — 10,4 %, мистецтво, розваги та відпочинок — 9,9 %.